# 空色スクエア。
『空色スクエア。』（そらいろスクエア）は、双（現：浜弓場双）による日本の漫画作品。『まんがタイムきららフォワード』（芳文社）にて、2009年3月号から2011年2月号にかけて連載された。

## 概要
カメラが趣味の主人公・立花修一と、記憶喪失の少女・水堂深雪、そして東京でアイドル「HUMI」として活躍する尾浜文香の3人は幼馴染。地元の田舎町で深雪を支えながら暮らす修一だったが、文香がアイドルを休業して地元に戻ってくることで、物語は動き出す。2人の幼馴染の間で揺れる少年の恋心を描いた恋愛物語。

## 登場人物
立花修一
カメラが趣味。深雪、文香とは幼馴染。
水堂深雪
事故により2年前までの記憶を失っている。修一、文香とは幼馴染だが、学年は1つ下。
尾浜文香
東京でアイドル「HUMI」として活躍していたが、親が海外赴任するためアイドルを休業。修一たちの住む地元の町へ戻ってきて、立花家で暮らすこととなる。
修一、深雪とは幼馴染で、修一と同学年。
小田ゆりあ
文香の事務所の後輩アイドル。撮影の仕事で修一たちが暮らす町で滞在していた際に、文香と再会する。深雪と同学年。

## 書誌情報
- 双 『空色スクエア。』 芳文社〈まんがタイムKRコミックス〉、全4巻[3]
  1. 2009年8月11日発売、ISBN 978-4-8322-7831-8
  2. 2010年2月12日発売、ISBN 978-4-8322-7887-5
  3. 2010年8月11日発売、ISBN 978-4-8322-7929-2
  4. 2011年2月12日発売、ISBN 978-4-8322-7989-6